# Grentzingen
Grentzingen – miejscowość i dawna gmina we Francji, w regionie Grand Est, w departamencie Górny Ren. W 2013 roku jej populacja wynosiła 566 mieszkańców. 
W dniu 1 stycznia 2016 roku z połączenia trzech ówczesnych gmin – Grentzingen, Henflingen oraz Oberdorf – utworzono nową gminę Illtal. Siedzibą gminy została miejscowość Oberdorf. 